# Ron English
Ron English (Dallas, 1959) è un artista contemporaneo statunitense.

## Biografia

Baby Hulk in via dei Pisoni al Quadraro a Roma.

La sua opera gioca con i simboli della cultura consumistica e con i linguaggi della pubblicità, chiara l'influenza su di lui di Andy Warhol, di cui è considerato un erede. Tra le sue opere più famose c'è Abraham Obama, un ritratto in cui English fonde i volti dei due presidenti americani Abramo Lincoln e Barack Obama e che ha contribuito, insieme ai manifesti di Shepard Fairey, a trasformare l'immagine del primo presidente degli Stati Uniti di colore in un'icona pop.
Morgan Spurlock ha voluto un'apparizione dell'artista nel suo documentario The Greatest Movie Ever Sold che ha per oggetto la pubblicità e il product placement.
Ron English ha doppiato sé stesso in un episodio de The Simpsons intitolato Exit Through the Kwik-E-Mart (stagione 23 episodio 15), chiaro riferimento al film realizzato dallo street-artist Banksy Exit Through the Gift Shop.